# Calle de Santa Feliciana
La calle de Santa Feliciana es una vía pública de la ciudad española de Madrid, situada en el barrio de Trafalgar, distrito de Chamberí.

## Descripción
La vía nace de la plaza de Olavide y discurre hasta llegar a la calle de Santa Engracia, punto en el que conecta con la de Rafael Calvo. Aparece descrita en Las calles de Madrid (1889) de Hilario Peñasco de la Puente y Carlos Cambronero con las siguientes palabras:

Santa Feliciana. Entrada por la plaza de Olavide y salida á la calle de Santa Engracia. Es de apertura moderna. En el núm. 5 está la Casa de Salud de Santa Teresa de Jesús. Feliciana es el nombre moderno de Santa Felicidad. Esta Santa vivió en Roma en tiempo de Marco Aurelio Antonio. Acusada de haber abrazado la religión cristiana, fué martirizada en compañía de sus siete hijos.
(Peñasco de la Puente y Cambronero, 1889, p. 504)